# Lista okrętów alianckich biorących udział w walkach o Gallipoli
To lista okrętów alianckich biorących udział w operacjach morskich w Cieśninie Dardanelskiej w 1915.

## Okręty Royal Navy
Wszystkie brytyjskie okręty, które służyły w rejonie Dardaneli otrzymały odznaczenie Dardanelles 1915 po I wojnie światowej.
- Transportowce wodnosamolotów

- - "Ark Royal"(inne języki)
  - "Ben-my-Chree"(inne języki)

- Pancerniki

- - "Queen Elizabeth"

- Krążowniki liniowe

- - "Indefatigable"
  - "Indomitable"
  - "Inflexible" (uszkodzony 18 marca)

- Pancerniki predrednoty

- - "Agamemnon"(inne języki)
  - "Albion"
  - "Canopus"
  - "Cornwallis"
  - „Exmouth”(inne języki)
  - "Glory"
  - „Goliath”(inne języki) (storpedowany 3 maja)
  - "Hibernia"
  - „Implacable”(inne języki)

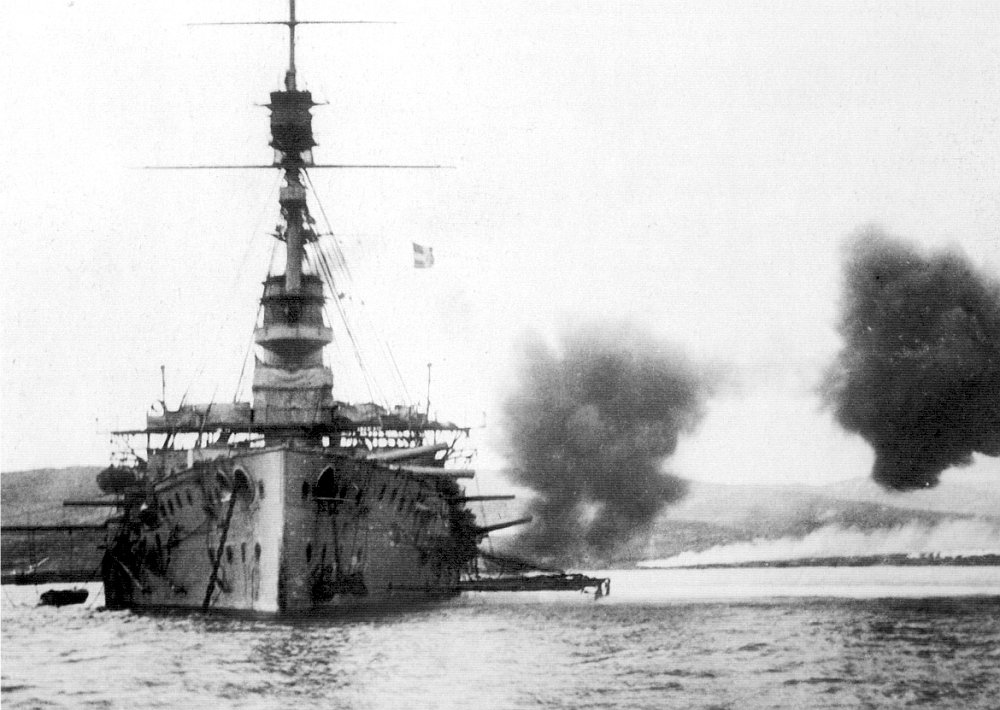
HMS "Cornwallis" ostrzeliwujący cele lądowe

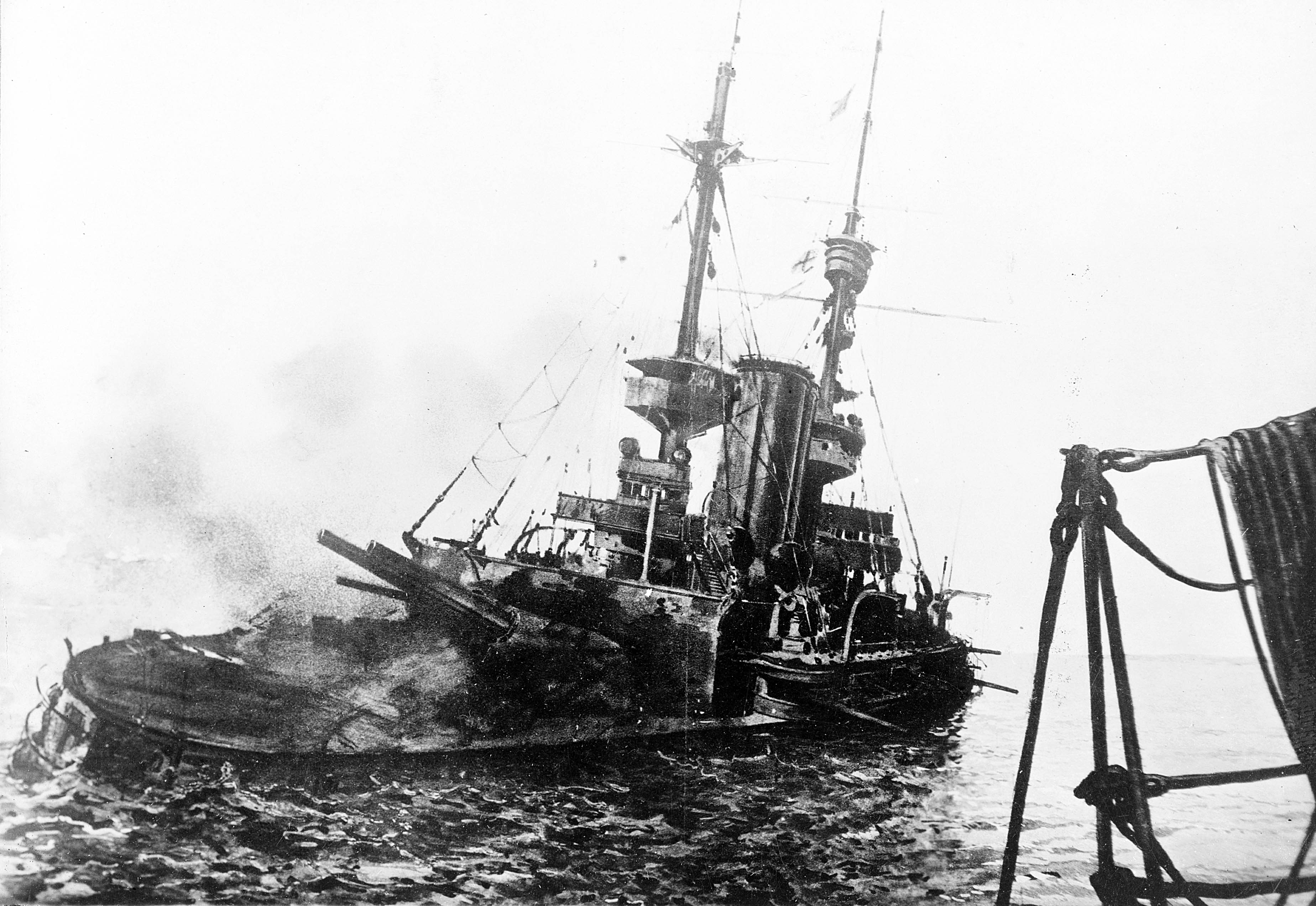
Porzucony HMS Irresistible (1898) tonie

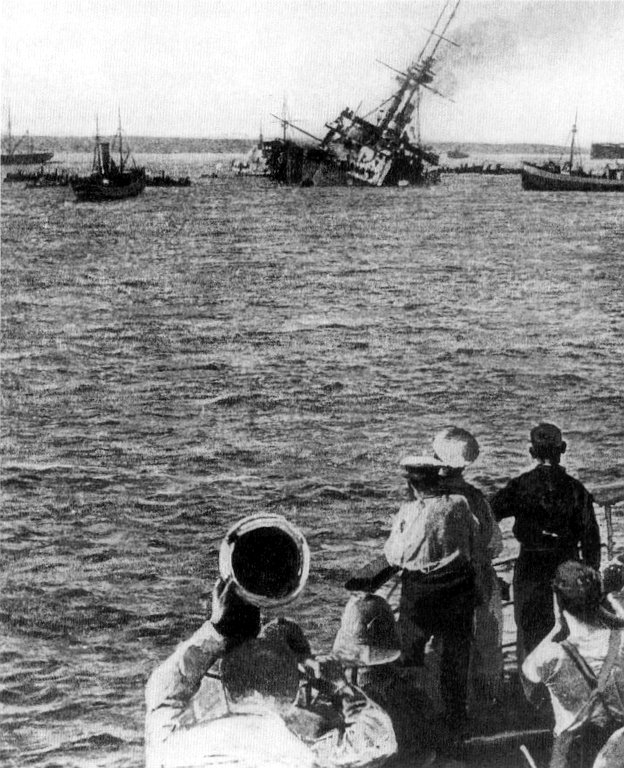
Ostatnie chwile pancernika HMS Majestic (1895)

  - „Irresistible”(inne języki) (zatonął na minie 18 marca)
  - „London”(inne języki)
  - „Lord Nelson”(inne języki)
  - „Magnificent”(inne języki)
  - „Majestic”(inne języki) (storpedowany 27 maja)
  - HMS „Mars”(inne języki)
  - „Ocean”(inne języki) (zatonął na minie 18 marca)
  - „Prince George”(inne języki)
  - „Prince of Wales”(inne języki)
  - „Queen”(inne języki)
  - "Russell"
  - „Swiftsure”(inne języki)
  - „Triumph”(inne języki) (storpedowany 25 maja)
  - "Venerable"
  - „Vengeance”(inne języki)

- Krążowniki

- - "Amethyst"
  - "Bacchante"
  - "Blenheim"
  - "Chatham"
  - "Cornwall"
  - "Dartmouth"
  - "Doris"
  - „Dublin”(inne języki)
  - "Edgar"
  - „Endymion”(inne języki)
  - "Europa"
  - "Euryalus"
  - "Grafton"
  - "Heroic"
  - "Kent"
  - "Minerva"
  - "Phaeton"
  - "Sapphire"
  - "Talbot"
  - „Theseus”(inne języki)

- Niszczyciele

- - "Arno"
  - "Beagle"
  - "Bulldog"
  - "Chelmer"
  - „Colne”(inne języki)
  - "Foxhound"
  - "Grampus"
  - "Grasshopper"
  - "Hussar"
  - "Jed"
  - "Kennet"
  - "Louis" (zniszczony ogniem artyleryjskim 31 października)
  - "Lydiard"
  - „Mosquito”(inne języki)
  - "Partridge"
  - "Pincher"
  - "Racoon"
  - "Rattlesnake"
  - "Renard"
  - "Ribble"
  - "Scorpion"
  - "Scourge"
  - "Usk"
  - „Wear”(inne języki)
  - "Wolverine"

- Monitory

- - "Abercrombie"
  - „Earl of Peterborough”(inne języki)
  - "Havelock"
  - "Humber"
  - "Raglan"
  - "Roberts"
  - „Sir Thomas Picton”(inne języki)
  - "M33"

- Slupy

- - "Anemone"
  - "Aster"
  - "Heliotrope"
  - "Honeysuckle"
  - "Jonquil" (kwatera główna brytyjskiego IX Korpusu w Suvla)

- Okręty podwodne

- - B6
  - B11
  - E2
  - E7 (zniszczony 5 września)
  - E11(inne języki)
  - E14
  - E15 (zniszczony 19 kwietnia)

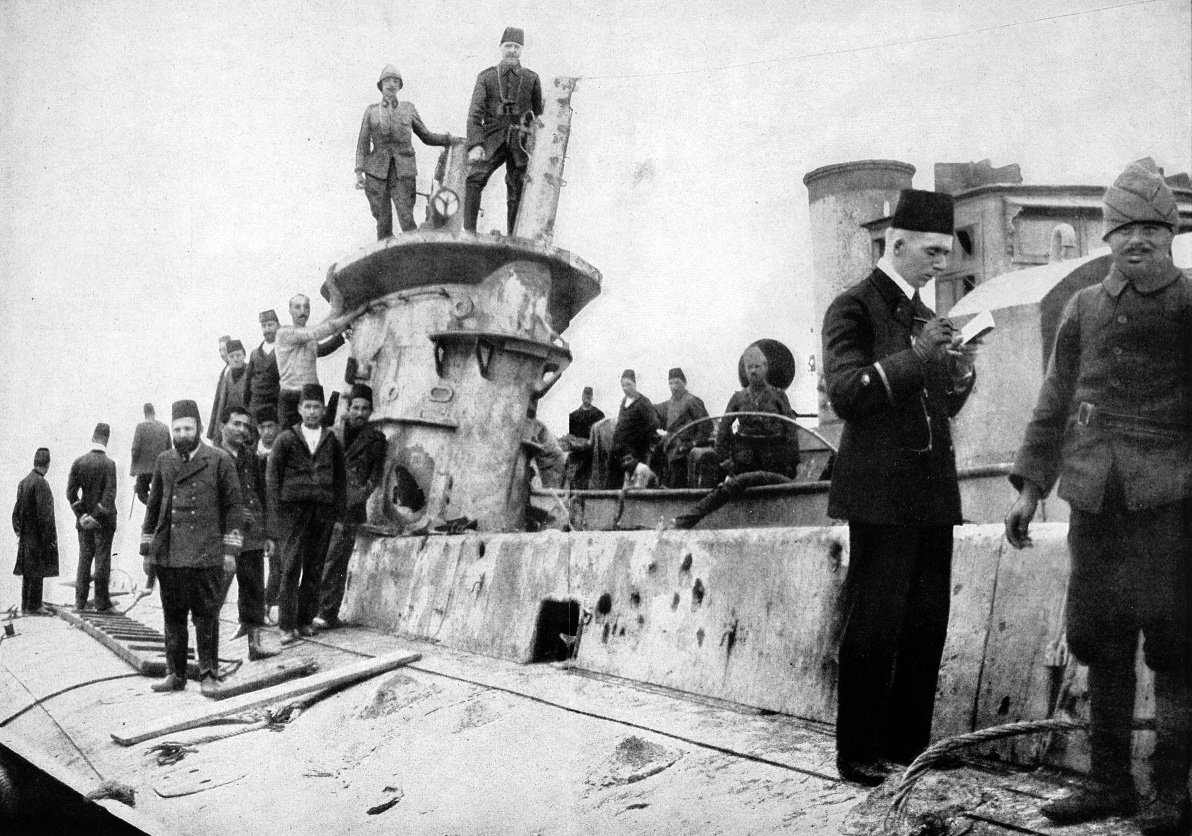
Wrak HMS "E15"

  - E20 (storpedowany i zatopiony 5 listopada)

- Inne

- - "Triad" (jacht)
  - "Egmont" (okręt pancerny – dawny "Achilles")
  - "Canning" (kite balloon ship)
  - "Hector" (kite balloon ship)
  - "Manica" (kite balloon ship)

- Trałowce
  - "Beryl"

- Nieznane
  - "Levant"

## Okręty francuskie
- Pancerniki

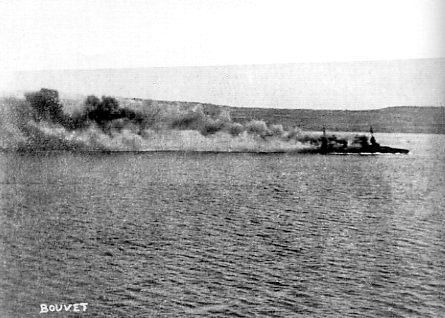
Ostatnie chwile pancernika "Bouvet"

- - "Bouvet" (zatonął na minie 18 marca)
  - „Charlemagne”(inne języki)
  - „Gaulois”(inne języki)
  - „Henri IV”(inne języki)
  - "Masséna" (hulk zatopiony w pobliżu Cape Helles(inne języki) w listopadzie 1915)
  - „Saint Louis”(inne języki)
  - „Suffren”(inne języki)
  - "Jauréguiberry"

- Krążowniki

- - "Jeanne d'Arc"
  - "Latouche Tréville"

- Okręty podwodne

- - "Bernoulli"
  - "Joule" (zatonął na minie 1 maja)
  - "Mariotte" (zniszczony 27 czerwca)
  - "Saphir" (zatopiony 15 stycznia 1915)
  - "Turquoise" (zdobyty 30 października przez wroga)

## Inne okręty
- "Askold" – rosyjski krążownik pancernopokładowy
- "AE2" – australijski okręt podwodny (zaatakowany, a następnie zatopiony 29 kwietnia)